# Katerînivka, Țarîceanka
Katerînivka (în ucraineană Катеринівка) este un sat în comuna Țîbulkivka din raionul Țarîceanka, regiunea Dnipropetrovsk, Ucraina.

## Demografie
Componența lingvistică a localității Katerînivka
     Ucraineană (96,74%)
     Rusă (3,26%)
Conform recensământului din 2001, majoritatea populației localității Katerînivka era vorbitoare de ucraineană (96,74%), existând în minoritate și vorbitori de rusă (3,26%).